# 미켈 라사
미켈 라사 고이코에체아(스페인어: Mikel Lasa Goikoetxea, 1971년 9월 9일, 바스크 주 레고레타 ~)는 스페인의 전 축구 선수로, 현역 시절 좌측 수비수로 활약했다.
그는 13시즌에 걸쳐 레알 소시에다드, 레알 마드리드, 그리고 아틀레틱 빌바오 소속으로 267번의 라 리가 경기에 출전하였다.(같은 기간 6골을 넣었다)
라사는 1992년 하계 올림픽에서 금메달을 차지한 스페인 국가대표팀의 주역이기도 했다.

## 클럽 경력
라사는 기푸스코아 도 레고레타 사람이다. 그는 이웃 레알 소시에다드의 유소년부를 졸업하고 18세가 되기도 전에 바스크 연고 구단의 존 토샥이 1988–89 시즌에 라사의 라 리가 신고식을 치를 기회를 주었다.
유망주로서 재능을 보인 라사는 1991–92 시즌을 앞두고 라파엘 고르디요의 대체자를 찾던 레알 마드리드로 €1.7M에 이적하였다. 초반에 프란시스코 비야로야의 존재로 고전하던 라사는 결국 주전으로 발돋움해 사라고사와의 1992–93 시즌 코파 델 레이 결승전에서 득점을 올려 2-0 승리를 도왔다. 그러나, 1996년에 브라질의 호베르투 카를루스가 선수단에 합류하면서 라사는 존재감이 사라졌다.
라사는 레알 소시에다드의 이웃 아틀레틱 빌바오로 1997–98 시즌에 이적하여 1군의 주전으로 활약해 준우승에 일조했다. 그는 현역 막판 3년에 그리 많은 출전 기회를 잡지 못하였고, 2004년에 세군다 디비시온의 무르시아와 시우다드 무르시아에서 활약하고 은퇴했다.

## 국가대표팀 경력
라사는 1993년에 스페인 국가대표팀 경기에 두 번 출전했는데, 모두 리투아니아와의 1994년 FIFA 월드컵 예선전 경기였다. 그는 바르셀로나에서 열린 1992년 하계 올림픽에서 금메달을 획득한 스페인 선수단의 일원이기도 했다.

## 수상

### 클럽
레알 마드리드
- 라 리가: 1994–95, 1996–97
- 코파 델 레이: 1992–93
- 수페르코파 데 에스파냐: 1993

무르시아
- 세군다 디비시온: 2002–03

### 국가대표팀
스페인 U-16
- UEFA U-16 축구 선수권 대회: 1988

스페인 U-23
- 하계 올림픽: 1992[5]

스페인 U-21
- UEFA U-21 축구 선수권 대회 3위: 1994